# Character evidence (England und Wales)
Als character evidence (~ ‚Leumundsbeweis‘) wird im law of evidence (~ ‚Beweisrecht‘) in England und Wales ein Beweismittel besonders des Strafprozesses bezeichnet. Ein guter Charakter (good character) des Angeklagten soll demnach gegen seine Schuld, ein schlechter Charakter (bad character) für seine Schuld Beweis erbringen. Wenn auch die empirische Fundierung dieser Regel verschiedentlich angefochten wurde (vgl. Melbourne v R (1999)), gehört sie dennoch zum anerkannten Kanon der Beweismittel.

## Dergute Charakterdes Angeklagten
Der zumindest theoretisch beste Beweis für den guten Charakter des Angeklagten – unbefangene und objektive Zeugen, die Handlungen des Angeklagten in der Vergangenheit bezeugen und die Tatbegehung durch ihn sehr unwahrscheinlich erscheinen lassen – ist in der Praxis schwierig aufzubieten. Regelmäßig wird deshalb darauf abgestellt werden, der Angeklagte habe sich in der Vergangenheit allgemein tadellos und altruistisch gezeigt und keine Vorstrafen. Wenn auch fehlende Vorstrafen grundsätzlich einen guten Charakter eigentlich nicht zu beweisen vermögen, sondern lediglich einen schlechten Charakter widerlegen – mithin neutral sind – sind sie in der Praxis regelmäßig als Beweis eines guten Charakters durch die jury oder die magistrates zu werten.
Der Beweis des guten Charakters kann auf drei Arten erbracht werden:
1. durch einen Zeugen der Anklage im Kreuzverhör,
2. einen Zeugen der Verteidigung unter Eid und
3. den Angeklagten selbst.

Wird ein solcher Beweis vorgebracht, kann die Anklage nach s. 101 (1) (f) Criminal Justice Act 2003 den Gegenbeweis antreten.